# 快傑鷹の羽
『快傑鷹の羽』（かいけつたかのはね）は、1960年11月6日から1961年4月30日までフジテレビ系列の日曜18時30分 - 19時00分（JST）に放送された時代劇である。全26回。
小林製薬の一社提供。

## 概要
豪農をそそのかし、甘い汁を吸おうとたくらむ鬼面党と、鷹の羽とその仲間の戦いを描いた作品。1924年および1954年の映画『快傑鷹』をテレビドラマ化したものである。

## 主な出演者
- 岩井良介
- 太田博之
- 野口ふみえ
- 北川町子
- 笠間雪雄
- 八波むと志
- 富士乃幸夫
- 根津明美

## スタッフ
- 主な脚本：田辺虎男
- 主な演出：小田基義
- 制作：フジテレビ、東宝

## コミカライズ
- 矢野ひろしによって、月刊誌『少年画報』（少年画報社刊）に連載された。

## 参考資料
- テレビドラマデータベース

| フジテレビ系 日曜18時台後半枠 | フジテレビ系 日曜18時台後半枠 | フジテレビ系 日曜18時台後半枠 |
| 前番組                        | 番組名                        | 次番組                        |
| ----------------------------- | ----------------------------- | ----------------------------- |
| 東京Gメン                     | 快傑鷹の羽                    | 風雲児時宗                    |